# Ounasjoki
L'Ounasjoki est une rivière de Finlande en région Laponie et le principal affluent (rive droite) de la Kemijoki, qu'il rejoint à Rovaniemi.

## Géographie
Née au nord du cercle polaire, sur la commune d'Enontekiö (plus précisément au lac Ounasjärvi), la rivière suit un axe globalement nord-sud jusqu'à son confluent. Son bassin représente 27 % de celui de la Kemijoki.

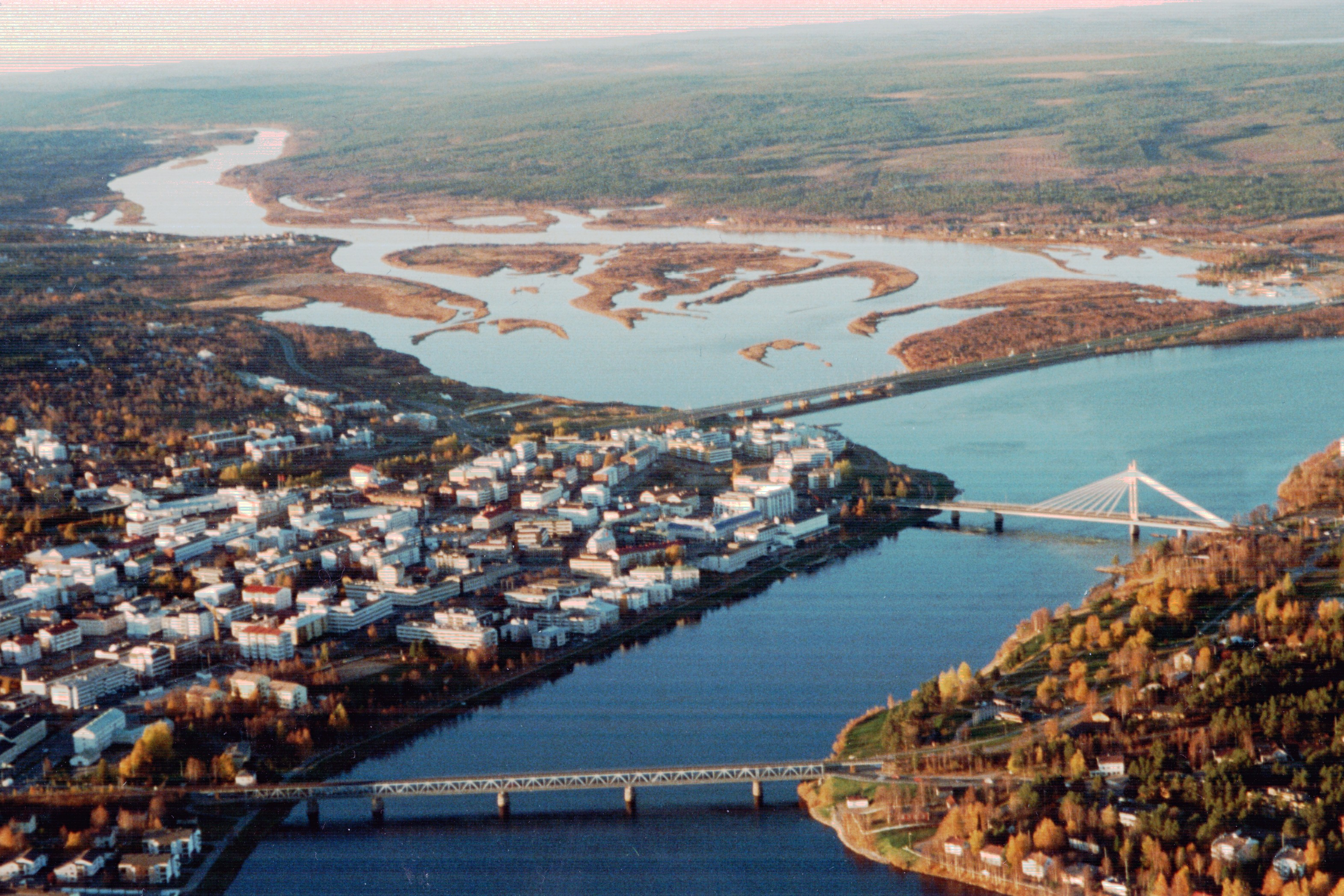
Vue aérienne de Rovaniemi avec l'Ounasjoki au nord-ouest et le Kemijoki au sud-ouest le 6 octobre 1999

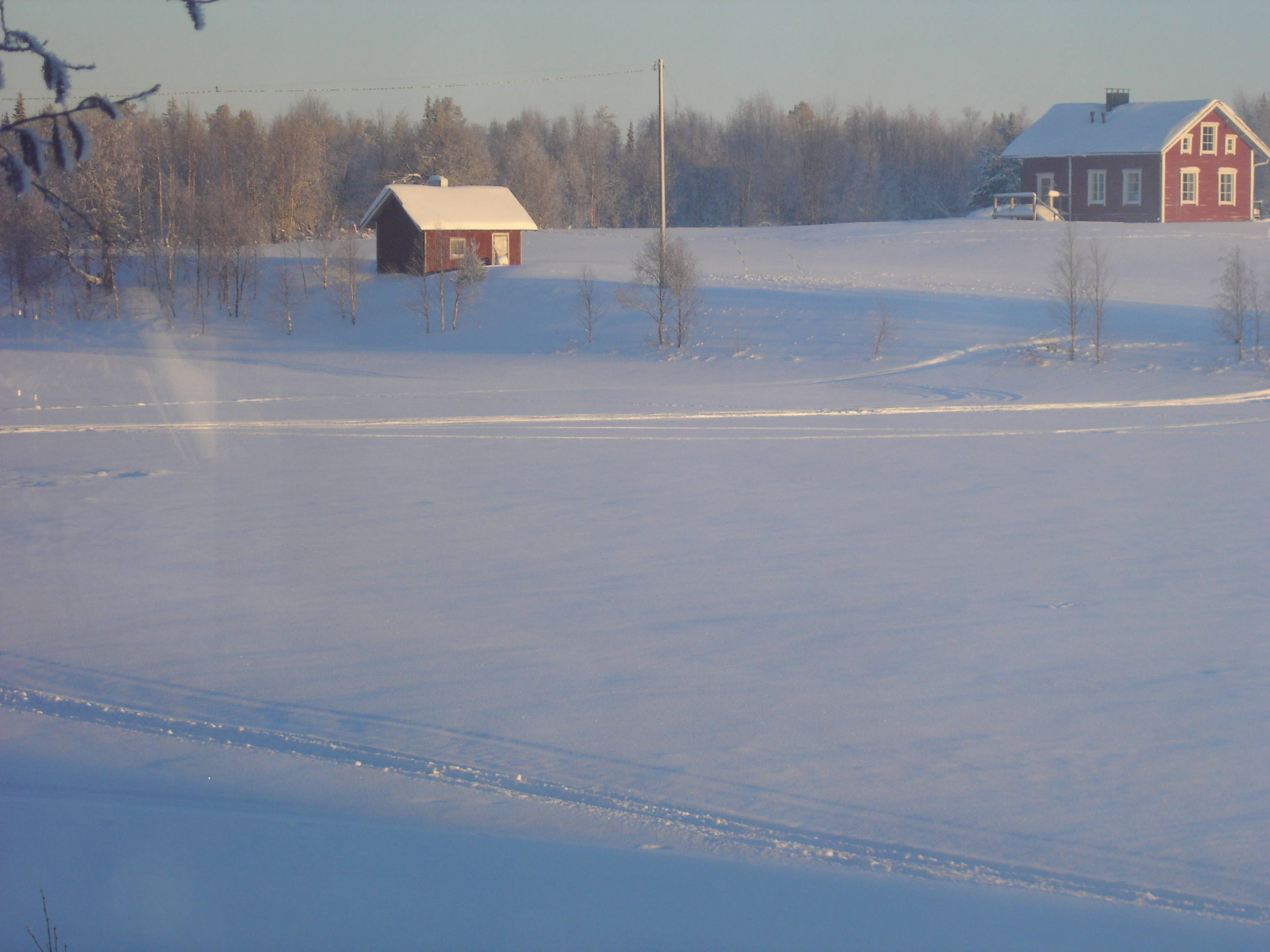
L'Ounasjoski en hiver à Sikkola, Kittilä le 8 février 2007

## Affluents
Affluents gauches
- Näkkäläjoki
- Käkkälöjoki
- Syvä Tepastojoki
- Loukinen
- Meltausjoki

Affluents droits
- Marrasjoki